# Юнго-Кушерга
Юнго́-Кушерга́ (рос. Юнго-Кушерга, марій. Юнго Кугышӱргӧ) — присілок у складі Гірськомарійського району Марій Ел, Росія. Входить до складу Єласівського сільського поселення.

## Населення
Населення — 212 осіб (2010; 238 у 2002).
Національний склад (станом на 2002 рік):
- гірські марійці — 95 %